# Eurya marlipoensis
Eurya marlipoensis là một loài thực vật có hoa trong họ Pentaphylacaceae. Loài này được Hu mô tả khoa học đầu tiên năm 1966.